# Odra (Croatie)
Pour les articles homonymes, voir Odra.
L'Odra est une rivière de Croatie, affluent de la Kupa.

## Géographie
Elle prend sa source au mont Žumberak. 
Après un cours parallèle à la Save, elle traverse le sud de Velika Gorica et s'oriente vers le sud-est, toujours parallèle à la Save. Arrivée à Sisak, elle rejoint la Kupa, peu avant sa confluence avec la Save.
Elle parcourt en tout 83 kilomètres.